# Кокуш
Кокуш (баш. Кәкүш) — деревня в Калтасинском районе Республики Башкортостан Российской Федерации. Входит в состав Нижнекачмашевского сельсовета.

## География

### Географическое положение
Расстояние до:
- районного центра (Калтасы): 7 км,
- центра сельсовета (Нижний Качмаш): 2 км,
- ближайшей ж/д станции (Янаул): 68 км.

## Население
| 2002 | 2009 | 2010 |
| ---- | ---- | ---- |
| 344  | ↗369 | ↘284 |

Национальный состав
Согласно переписи 2002 года, преобладающая национальность — марийцы (93 %).